# サイコバスターズ
サイコバスターズとは、青樹佑夜原作の小説及び漫画作品である。
元々は小説として2004年に発表された作品で、後にメディアミックスとして漫画版が連載される。

## あらすじ
平凡な日常を過ごしていた中学三年生の馳 翔は、ある日突然超能力者の少年少女4人と共に「ファーム」という組織の陰謀を食い止めるため、戦いの日々に巻き込まれていく。

## 登場人物

### 主要人物
馳 翔 （はせ かける）
主人公。平凡な日常を過ごしていた普通の中学三年生の少年で、趣味は原作ではフィギュア制作、漫画版ではパソコンを使ったゲーム制作。原作では度々フィギュアを使った妄想で遊んでは、姉たちにからかわれている。ファームの陰謀を防ぐ重要な存在らしい。
最初の頃は綾乃と海人にも頼りなく思われていたが、少しずつ成長していく。精神的に荒れていた猛丸にも手を差しだすなど、他人への優しさも持っている。窮地に陥った時の彼の頭脳の冴えは中々のもので、原作では真翠さやかの正体を、漫画版では麻耶と冬子の能力や将の能力の弱点を見抜いた。物語が進むにつれ、綾乃と互いに惹かれ合っていく。翔自身は自分は一般人だと思っていたが、実は時を操る力・「タイム・リワインダー」（漫画版では「クロノダイバー」）の能力を持つサイキック。しかし多用すれば時間に矛盾が起こり、歪みを生じさせてしまう危険な能力でもある。綾乃達と出会う以前から既に能力に目覚めており、3年半前に乗ったバスで事故に遭い、死を前にして潜在していた力が目覚め時間を巻き戻し、忘れ物をした事で1つ前の停留所で途中下車し難を逃れた。この時条威を初めとする他のサイキック達も乗り合わせており、近くにいるサイキック資質者を急激に覚醒させてしまうカテゴリ0の力によって、彼等もまた事故から生還した後サイキックとなった。
原作3巻ではこれまでのカテゴリ1達の強襲で何度も時間を巻き戻してしまった為、本来なら起こりうる筈の時空の自己補正能力が効かず、タイムパラドックスによる怪現象が町全体に起こってしまった。更に百々路樹とプランターズのサイキック達との死闘で綾乃以外の仲間を失ってしまい絶望するが、正体を隠した龍馬の助言によって、力を失う代わりにバス事故の起こった3年半前まで時間を巻き戻し皆を生き返らせる事を選択した。そして居眠り運転によって起こる筈だった事故を運転手を起こす事で未然に防ぎ、バスの中で出会った少年少女（条威達）とどこかで会ったような既視感を覚えつつ、友好を結ぶ。
漫画版では生島に勝利した後は、世界を元に戻すだけでなく自らの存在と引き換えにバス事故の起こった10年前まで時間を巻き戻し、綾乃達の記憶からも存在自体が消えた筈だったが、綾乃達が翔を思い出すと同時に彼もまた奇跡の復活を果たした。
藤邑 綾乃（ふじむら あやの）
サイキックで、能力は幽体離脱とテレパシー（漫画版では、少しでも気を抜くと霊体が全裸になってしまう。原作では翔の前に初めて現れた時だけ全裸だった）。顔は美少女の部類に入る。ドイツ人とのハーフで、右目が黒で左目が青のかかったグレーのオッドアイ。原作と漫画版で性格や描写が多少異なる。
原作では親に虐待される中、3年半前のバス事故がきっかけで能力が目覚め始め、グリーンハウスの人間に眠っている力を見出されグリーンハウスへと入所させられた。優しい性格の少女だが、同じカテゴリ1の麻耶を「生意気で性格が悪い」とかなり嫌っている。原作3巻では翔の仲間の中で唯一生き残り、「あの事故が起こらなくても、きっと会える」と灯山に励まされつつ翔を見送った。エピローグでは、バスの運転手を起こした翔を真っ先に拍手した。
漫画版では料理がド下手、少々天然が強調された描写があるほか、翔の姉たちよりも胸が大きく描かれており下着姿で寝ぼけながら翔に抱きつくなど、エロティックな描写が強調されている。また、恋愛に関してはかなり疎く、翔への想いを自覚しても「付き合う」の意味すら知らなかった。6歳の頃、綾乃の能力で心を覗かれ、彼女に恐れを抱いた母親によってグリーンハウスに預けられており、海人曰く当初は全く笑わない無感情な少女だったという。母親に対して憎しみに似た感情すら抱いていたが、刻の塔の試練で母親も綾乃を手放してしまった事を後悔していた事を知り、それは氷解した。時間が巻き戻された世界では桔梗ヶ丘中学校に通う普通の学生となっており、小龍・海人は勿論、麻耶・将・猛丸・冬子とも友人同士になっていた。翔の事を最初に思い出した後は、彼と涙の再会を果たす。
伯 小龍（ばい しゃおろん）
中国福建省出身の少年。中国人とのハーフ。年齢は12歳で、登場人物の中でも最年少の部類に入る。気を操る事が出来るサイキックで、傷や炎症を癒す事もできる「モンクヒーラー」（漫画版のみの呼称）。また、気功の応用での物の破壊も可能。
原作・漫画ともに料理が得意で、中学生らしからぬ豪華な手作り中華弁当を振舞う（原作のみ）。原作では基本的に礼儀正しい口調で話し、漫画版では少し片言気味。3年前まで中国に住んでおり、両親に連れられて日本へ来た。しかし中国人の父親はなかなか帰化が上手くいかないせいで職にも就けず、2年前に小龍と母親を置いて中国へ帰ってしまい、母親もその後すぐに世話になっていた整体師の男の元へ小龍を預け、蒸発する。
原作3巻では条威・麻耶と共に翔の危機に現れるが、百々路樹の落下させた隕石の着弾による爆発で死亡。エピローグでは、3年半前のバスの中で翔と出会った。
漫画版では幼い頃、自分の持つ能力が原因で父と母が喧嘩した際に事故で2人とも亡くなった過去があり、自分の能力が必要なものか悩む事があった。しかし翔が自分の力を肯定してくれた事で迷いを振り切り、条威の言う「世界を救う者」である翔を、自らの力で守る事を決意する。時間が巻き戻された世界では料理部に所属しており、その可愛さから上級生の女子達の人気の的となっている。
火室 海人（ひむろ かいと）
発火能力を持ち、炎を操って戦う「サイコバーナー」（漫画版では「ファイアスターター」）。
条威達とグリーンハウスを脱出して離ればなれになった後、横浜の無国籍街にたむろする子供達のリーダーに戻っていたが、探しに来た翔たちと合流し戦いに参戦する。強気で短気な性格だが根はとても熱く、正義感と仲間意識は人一倍強い。頼りになる兄貴分。原作3巻でプランターズのサイキック達の起こした竜巻に吹き飛ばされてしまうが、ボロボロになりながらも将・猛丸と共に翔を百々路樹の降らせた隕石から救い、死亡する。エピローグでは3年半前のバスの中で、翔と出会った。
漫画版では幼い時に親が亡くなり妹と共に浮浪街にいたが、トラブルで妹が人質にされ一人で助けに向かって袋叩きにされてしまった描写があり、妹も最後は海人をかばって死んでしまったという事になっている。原作よりも多少硬派な所があるが、何故か小龍と共にエロゲーをしているシーンが多い。時間が巻き戻された世界では文化祭において将とバンドを組んでおり（ドラム担当）、以前と変わらず「喧嘩する程仲が良い」を体現した間柄である。
当真 条威（とうま じょうい）
未来を予知する能力・千里眼（漫画版では「時間を進める能力」も隠し持っていた）の持ち主で、綾乃達のリーダー的存在。翔と遠い過去、もしくは前世で対面している事を自覚しているが、原作・漫画両方共それに関して詳しく語られる事はなかった。
漫画版では明るい髪に度々眼鏡をかけている事があるが、原作の挿絵では黒髪に裸眼という描写になっている。持ち前の能力と幼少時の英才教育の影響の為か、明るく穏和な性格の内に知的で冷静な面を秘めている。しかし、原作で灯山に大人扱いを受けて拗ねる、透視能力を持ちながら着替え中の灯山の部屋に飛び込むなど、14歳らしい一面もあり、また、漫画版では学校に強襲してきた麻耶が見せた恐竜の幻覚から覚める為の強いショックとして灯山の胸を皆に見せるなど、衝撃的なシーンを作り出した事もあった（当然、灯山に殴られた）。戦闘では予知を使い相手の動きを先読みし、ほぼ無敵に近い実力を誇る。また、原作2巻で暁塔夜の能力を消去し、普通の人間に戻すなどの隠れた能力を使うなど底が見えない描写が成されている他、口移しではあるものの灯山と接吻をしたり物語後半で灯山と両思いになるなど、灯山との絡みが強調されている。漫画版においても最初に灯山にだけ自分の正体・生島と同一人物である事を明かしたりと、灯山との会話シーンが多い。
3年前に事故で母親を亡くし天涯孤独となり、能力が目覚め始めた頃、テレパシーを通して翔の父・龍馬と出会い、更に瞑想を通して彼の家族をも身近に感じる様になった。その後はファーマーによって拉致されるが、来るべき危機に備えて同じ様に連れて来られたサイキック達と出会う為に、敢えて捕まった。原作3巻で本来の力を全開にした状態で百々路樹と相討ちになる。エピローグでは3年半前のバスの中で翔とすぐに仲良くなった。
漫画版での彼の正体は前述の通り、10年前のバス事故で翔が時間操作をした時の反動で現れた生島自身の過去の姿。当然生島を倒せば彼自身も消えてしまうが、それを承知で生島を翔に倒させ、消滅した。時間が巻き戻された世界では、智恵を溺愛する父親として登場し、智恵の友人である綾乃たちとも気兼ねなく交流していた。
灯山 晶（ひやま あきら）
翔の通う桔梗ヶ丘中学の事務員で、事務室に半ば住んでいる。抜群のプロポーションを誇る女性。原作では翔たちを叱る時は大抵デコピンを喰らわす。ボーイッシュな格好とヤンキー口調が特徴的で、漫画版では眼鏡を掛けている。翔と仲が良く、彼の作ったゲームも必ずクリアしている。原作では翔と同様フィギュアを趣味としており細かい作業を翔に押し付ける反面、翔をいじめっ子などから守ってくれている。
当初は一般人かと思われたが、実は警視庁非公認組織「クライマーズ」の一員。元々は警察官志望だったがその素質を買われ、敢えて警察学校を中退しGメンとして5年前に所属する事になった。クライマーズのエースとまで言われたが、3年前の少年少女失踪事件で情報をリークした裏切り者として濡れ衣を着せられかけ、決定的な証拠はなかったものの職を追われる事となり、一般企業の就職は許されなかったため上司の佐々木京介から現在の職を紹介される。原作3巻では戦いに参加できないぶん翔達の無事を祈り続け、悲しみに暮れながら帰還した翔を出迎えた。その後は条威との再会を信じつつ、翔を見送る。
漫画版では当初から現役のクライマーズにして「隠密」で、「イザナミ」というコードネームを持ち、単騎での彼女の戦闘力はファーマーや小龍をも上回る。イザナミとして活動している時は忍装束の様な衣装を着ている。元々はカテゴリ0の翔を監視する為に事務員として送り込まれ、「サイキックなどこの世に1人して存在してはならない」という上の意向に従って動いていたが、後にクライマーズを裏切り正式に翔たちの味方となる。翔の事は最初は弱虫だと思っていたが、亡き弟の面影を重ねるようになってからは仲良くなった。また、年下の男好きという描写が強調されている。時間が巻き戻された世界では普通の事務員となっており、文化祭を目前にして好みの年下の男達をビデオに撮ろうと異様なほど意気込み、綾乃にドン引きされていた。
飛鷹 猛丸（ひだか たけまる）
能力はサイコキネシス。小さい頃から「強そうな名前なのにチビでぜんぜん弱いから」という理由で周囲から悲惨なイジメを受け続け、イジメっ子から身を守ろうとした時に超能力者として覚醒する。漫画版ではその時に付けられた火傷の痕を隠す為に、左目に眼帯をしている。
元々家庭が冷え切っていた事もあってか、事件を起こしてからは母親にも捨てられ精神的に荒れていたが、翔との戦闘後、翔の心からの優しさに触れて心の傷を癒す。以降は翔側について一緒に戦うようになった。原作では1巻で翔に敗れた後は灯山の計らいで特別な病院に入院していたが、2巻で翔の危機に現れ、彼に対して「友達で、この世でたった一人信用できる人間」だと素直な友情を見せる。原作3巻では冬子の操る悪霊から翔を助け、その後百々路樹との激闘を展開、百々路樹の力を僅かに上回ったかと思われたが、その直後彼が引きよせた人工衛星との激突により重傷を負った。しかし瀕死になりながらも海人・将と共に翔を救い、彼を命懸けで守るという誓いを果たし絶命。エピローグでは、3年半前のバスの中で翔と出会えた。
漫画版では第14話のラストで翔の危機に現れ、それから仲間となった。原作では更生してからは翔に対しては素直だが、漫画版の本編やコミックス2巻の巻末おまけ四コマでは、翔に対して素直になれないツンデレ部分が強調されている。時間が巻き戻された世界では文化祭の準備をサボっていた。
天宮 将（あまみや しょう）
薬とトレーニングで能力を開花した栽培種で、能力はテレポーテーション。何度も瞬間移動を繰り返す事で、宙に浮く事も可能。
性格は好戦的で軽薄じみており、漫画版では英語の混じった口調で話す。海人とはグリーンハウスにいた頃から不仲。当初は麻耶と組んで翔たちを倒そうと襲ってきた。原作と漫画版では初登場時の戦い方が大幅に異なり、原作では中華街で翔と1対1のタイマン勝負を仕掛け、最初は押していたが宙に浮いていた所を翔の起こした突風に叩き付けられ、敗北する。2巻で桔梗ヶ丘中学に転入し、翔によってパワーアップした力で何十トンという水をテレポートさせ海人を倒そうとするが、海人の火による水蒸気爆発で敗北する。その後は海人によって仲間と暮らす家に運び込まれ、小龍の治療を受けた後はグリーンハウスが無くなった事で居場所を失くした彼の為に条威に仲間に誘われ、海人とは超能力を駆使した喧嘩の日々を送る。原作3巻ではプランターズのサイキック達により重傷を負わされながらも、海人・猛丸と共に翔の危機を救い絶命する。エピローグでは3年半前に乗ったバスの中で、翔と出会った。
漫画版では中華街で綾乃と小龍を負傷させ海人を追い詰めるが、翔の機転により形勢逆転され海人の炎に焼かれやけるが、すんでの所で退散した。その後は翔たちの学校に転入し、霧生の事件以降は麻耶や猛丸が改心した事がきっかけとなったのかは不明だが、屋上で昼食を共にするなどいつの間にか翔たちと友好を結んでいた。しかしそれでも海人とはウマが合わず、顔を合わせれば口喧嘩に発展している。時間が巻き戻された世界では前述の通り海人とバンドを組んでおり（ギター担当）、相変わらず喧嘩三昧の日々だが、それでもどこか通じ合っていると綾乃は思っている。
春日 麻耶（かすが まや）
能力は幻覚を見せる力で、精神感応を使い映像や音を直接他人の頭の中に送り込む事で幻を見せて翻弄させる（原作で真翠さやかを名乗っていた際は、「動物の言葉が分かる能力」と偽っていた）。最初は1人にしか見せる事ができなかったが、後に翔との接触による影響で大勢の人間を欺けるまでに進歩し、突入してきた複数の刑事たちを幻惑させた。漫画版では飴を舐めているシーンがよく見られる事から、お菓子好きの様である。
夏休みが終わり、翔たちが学校に通うようになってからは自分に能力をかけて真翠さやか（まみどり-）という別人になりすまし、同じ学校に転入してくる。原作では綾乃と仲良くなった上で翔にアプローチを仕掛けるが、翔に正体を見抜かれた。翔に対しては意外と好意的で、翔を傷付ける百々路樹を止めようとする。しかし「計画が失敗したらカテゴリ0の目の前で誰か殺してみせろ」という生島の命令で百々路樹に殺されかけるが、条威の予知では元々死ぬ筈だった運命を翔が変えた事で生き延び、クライマーズのスタッフに引き渡された。その後はテレパシーを使い頻繁に翔の頭の中を覗いては話し掛け、その度に憎まれ口の応酬となっていたが、命を救われた事により翔に想いを寄せるようになる。原作3巻で百々路樹が飛来させた隕石から翔を庇い死んでしまうが、エピローグでは3年半前のバスの中で翔と出会えた。
漫画版では彼を罠にはめる為に告白して接触したにも関わらず、いつしか本当に彼の事を好きになっていた。第15話で霧生に殺されてしまうが、翔の力で生き返った。その後も翔以外には正体を隠したまま積極的に彼に近付き、綾乃をヤキモキさせている。時間が巻き戻された世界では、文化祭を前にしてクラスでメイド喫茶を開く。
一色 冬子（いっしき ふゆこ）
カテゴリ1のサイキックで、能面の様に無表情な感情に乏しい少女。能力は地縛霊を呼び出し戦わせる心霊交感能力。また、相手に憑依させて発狂・自殺させる事も可能。グリーンハウス唯一の霊媒にしてスピリチュアリスト。ただし、昔合戦があった場所などの地縛霊が眠る場所でなければ能力は使えない。漫画版では霊を1つに集めて具現化させ、巨大な鬼「ギガンテス」に変える事が出来るなど、能力が格段に上がっている。また、戦闘の際は白い着物に着替える。
原作では2巻で条威・小龍・灯山を襲い小龍と戦うが、「引き分け」という事で大人しく引き下がる。原作3巻で3年半前のバス事故で臨死体験をした事で霊媒能力を身に付け、その頃からバス事故で死んだ智恵が彼女の中に住んでいた事が判明した。冬子曰く、その能力も智恵が望んだ結果との事。それからは父親を信じる智恵の言葉に従い動いていたが、やがて自分たちは間違っている事に気付いた。エピローグではバスの中で、ホラー漫画を読んでいた。
漫画版では霊を使った能力を持つが故に他の子供達に気味悪がられ、いつも1人だったが、ギガンテスの「ギー君」が唯一の友達だった。常にローテンションな口調で話し、読経が趣味の模様。翔たちの力で能力を増強させた小龍に敗れたが、その後、翔と小龍への復讐を胸に再びギガンテスを従え強襲。しかし小龍と海人、駆け付けた麻耶・将・猛丸により敗北。後に彼等の説得により改心した。時間が巻き戻された世界では茶道部に所属している。
暁 塔夜（あかつき とうや）
原作にのみ登場している、カテゴリ1のサイキック。能力は不明。口調こそ敬語だが、年上の人間でも見下す慇懃無礼な少年。
2巻で登場するが、条威によって能力を消され普通の人間に戻された。エピローグの挿絵では、3年半前のバスの中で彼らしき少年の姿が窺える。
百々路樹 潤（とどろき じゅん）
生島と行動を共にしている様子が見られる、謎の超能力者の少年。14歳らしからぬ威圧感と残忍性の持ち主。かなりの長身。
原作では桔梗ヶ丘中学に転入して1ヶ月で不良グループを仕切った。その正体は桁外れの力を持つサイコキネシストで、実力は衛星軌道から人工衛星を引っ張り寄せたり、隕石を降らせる事が出来る程のものであり、2巻で転入するまであまりにも危険すぎるという事でグリーンハウスから出る事はなかった。原作3巻ではあらん限りの力を振るい翔の仲間たちを倒していくが、激怒した条威との一騎討ちで死亡する。3年半前のバス事故では母親と共に乗り合わせ、母親が死に自分が生き残った事、欲しくもない力を手に入れた事に悲しみ、翔の力で母親が死ぬ事になったあの時までに時間を戻して貰いたいとも、それか失敗して時空が壊れてしまってもいいとさえ思っていた。エピローグでは3年半前のバスの中で翔からぶつかられた拍子に彼に怒鳴りつけ、母親から窘められていた。
漫画版ではもう1人のカテゴリ0にして、翔と同じ能力を持つ翔のクローン。幼少期は能力を開花させられない事で研究者たちから蔑まれていたが、唯一優しくしてくれた生島に心を開き彼に忠誠を誓っている。いつも被っている帽子は生島から貰った物（実際は売れなくて廃棄処分寸前だった物）。オリジナルの翔を殺せば自分は“自分”になれると思い、翔と綾乃を襲い綾乃を攫う。翔達に敗北した後は生島に用済みとして撃たれるが、それでも尚彼に従おうとし、一度倒れながらも刻の塔の最上階に向かう翔達の前に再び現れ闘いを仕掛けるが、能力の使い過ぎで体が崩壊し、所詮道具は道具で人間にはなれない事を嘆きながら崩れて消えていった。
生島 荒太（いくしま あらた）
グリーンハウスの主任。落ち着いた物腰と言葉で話すが、平然と人を殺そうとするなど恐ろしい一面を覗かせる。
原作では所長の唐木にいずれ切り捨てられる前に、反抗を起こそうと目論んでいた。カテゴリ1のサイキック達を操る立場だが彼等の能力に恐れを感じる事も多く、1巻で猛丸に大怪我を負わされかける。3年半前のバス事故で愛娘の智恵を亡くし悲しみに暮れた結果、カテゴリ0の力を利用して智恵を生き返らせる事を思い付き、それ以降は娘にまた会いたい一心でどんな非情な行いもしてきた。原作3巻では龍馬や自分の狂気じみた願望の為に苦しめてしまった少年少女に、心から謝罪する。翔と龍馬によって時流が修正されたエピローグでは、智恵をバス停で出迎えていた。
漫画版では条威の予知では彼が世界を滅ぼす張本人になるらしく、今でこそただの主任にすぎないが、いずれはグリーンハウスを牛耳る事になるらしい。得体の知れなさでサイキック達からは不気味に思われ、原作よりも隙のない、冷酷な人物として描かれている。また、複数の能力を持つサイキックである事を窺わせる場面が時折見られる。第17話で予定より早まったクライマーズ突入に際して、グリーンハウスの幹部連中を皆殺しにした。条威の台詞から彼と血縁がある事が判明するが、実はフルネームは「生島条威」であり、翔達の仲間である条威の未来の姿であった。智恵だけ救われなかった事や、智恵のいない世界に絶望しきっており、刻の塔まで翔達を追い彼等を苦戦させるが最終的には敗れ、時間が巻き戻された世界では少年の条威をそのまま大人にしたような外見になっている。
馳 龍馬（はせ りょうま）
九州に出張中の翔の父親。漫画版では未登場だが、第1話で彼の部屋から制服モノのエロゲーが見付かるなどマニアックな趣味である事を覗わせる。
原作ではIQ220の頭脳を持つ、数百キロ離れた場所の出来事を見通す眼力と森羅万象の力を操る伝説のサイキックで、かつて毒ガス兵器を製造し国家転覆を謀ったテロ組織をたった5人で人知れず壊滅させた、クライマーズの元リーダー。条威とは3年前に、テレパシーによる映像と声で面識があった。
原作3巻では5人のサイキック達を一瞬の内に蹴散らし、冬子の操る悪霊に深手を負わされながらも瞬時に回復してみせるなど、その圧倒的な力を見せ付けた。エピローグの時間が巻き戻された世界では唯一彼だけが戦いの記憶が残っているらしく、バス事故に遭う事なく帰ってきた翔を笑顔で出迎えた。挿絵での人物像は、背広を着こなしつつも、丸刈りに翔と同じ「ぐりぐり眼」が特徴的な風貌を有している。

### その他の人物
馳 久美子（はせ くみこ）
翔の母親。翔が嫌いなタマネギを克服させようと大量に色んな料理に入れようとする為、翔からは悩ましく思われている。
馳 鈴絵（はせ すずえ）
翔の姉。馳家の長女。翔を「運動オンチの勉強オンチ」という事で「ウンチのベンチ」と呼びからかっているが、翔の中学受験の時に無償で家庭教師をし、そのせいで大学受験に失敗し1年浪人したにも関わらず、翔が受験で私立中を全滅したのを見て高校受験の時も張り切るなどの弟思いな一面もある。
馳 華絵（はせ はなえ）
翔の姉。馳家の次女。姉と同様に翔をからかって遊んでいるが、翔が小学校の頃いつまでも逆上がりができないでいたら、学校中の期待を集めている体操部の練習をサボってまで翔の逆上がりの練習に付き合ってくれた、長女と同じく優しい姉。
神近 守（かみちか まもる）
鈴枝の彼氏の刑事。鈴枝を「鈴ちゃん」と呼ぶ。翔曰く、「姉貴にしては出来すぎのカッコイイ恋人」。翔との面識は2 - 3回程度。原作2巻で中学生の連続失踪事件の重要参考人として翔に話を伺う。警視庁の災害対策課員の、豊という兄がいる。
唐木 右道（からき うどう）
グリーンハウス所長。自室を壁やテーブルやパソコンまで白で統一するなど、異常な潔癖症の持ち主。
傲慢な性格が垣間見られ、自らの命でサイキックを育てさせたにも関わらず、将・麻耶・猛丸の3人を「バケモノ」と憎々しく思っている。
佐々木 京介（ささき きょうすけ）
クライマーズ部隊長。元々は警視庁捜査一課の管理官だったが、10年以上前にクライマーズに異動した。愛車はポルシェ911カレラS。
クライマーズの元局長の龍馬とは交流があり、龍馬がクライマーズを辞めた後も彼とは繋がりがある。しかし龍馬が世界のあるべき姿を維持するよりも危険視されている息子を優先するようならば、道連れにして殺す事も厭わない考えを抱いている。灯山とはかつて恋仲だった。
生島 智恵（いくしま ともえ）
3年半前に風邪で寝込んでいた生島の代わりに買い物を済まそうとしてバス事故に遭い、亡くなった生島の娘。原作では名前だけ登場。死んだ後は同じくバスに乗り合わせた冬子の中に住んでおり、冬子に生島の言う事に従うよう言い続けてきた。
漫画版では翔の作った時間の挟間の世界、『刻界』に存在しており、狐の面を被り、古風な口調で話す。第16話で初登場し、翔に彼自身の持つ力である時を操る能力の事を教えた。翔はバスが事故を起こす直前に智恵と会話しており、彼女も翔の事をずっと覚えていた。生島が翔達に敗れ、時間が巻き戻された世界ではバス事故には遭ったものの命は助かり、車椅子で中学校に通い、綾乃達とも友達になっている。

### 漫画版のオリジナルキャラクター
霧生 正人（きりゅう まさと）
第14~16話に登場したオリジナルキャラクター。猛丸と同じカテゴリ1のサイコキネシストだが、彼には遠く及ばない。
将・麻耶・冬子と共に桔梗ヶ丘中学に転入し、麻耶と組んで綾乃を攫い翔をおびき寄せた。かなり残酷な性格で、麻耶のみならず綾乃の死まで嘲笑った事で翔の逆鱗に触れ、完膚なきまでに叩きのめされる。元々生島から翔の能力を覚醒させる為の捨て駒として利用されたに過ぎなかった。
火室 咲貴（ひむろ さき）
漫画版の海人の妹。和装の盲目の少女。刻界にそびえ立つ『刻の塔』に現れた。
アカシックレコードを手に入れる為に登って来た翔たちに、「自分に壁の向こうの景色を見せて欲しい」との課題を出し、綾乃・麻耶・冬子の能力により景色を見る事が出来た。その時に見えた景色が兄の海人と共に住んでいた浮浪街だった為、生前の記憶を取り戻し、海人に笑顔で別れを告げて消えていった。

## 用語
グリーンハウス
表向きでは農業実験施設とされているが、裏では事故で両親を亡くしたり、虐待を受けて親から離れて暮らしていたりする身寄りのない子供たちを集めて超能力者を育てる施設。そこのサイキック達はファーマーによって誘拐されたり、タレントにしてやると言われ田舎から出てこさせられたり、高校を出たばかりで就職したつもりがいつの間にか、という様々な手段で連れて来られている。
FARM
グリーンハウスの背後に存在すると思われる、正体不明の地下結社。実は創始者は龍馬であり、思わぬ事故で覚醒してしまった翔をコントロールする為に、サイキックを集めるのが目的だった。本来ならばサイキック達の力を良からぬ事に利用されない為の組織でもあったが、いつの間にか龍馬の与り知らぬ所でグリーンハウスの様な施設が造られてしまった。
ファーマー
グリーンハウスの所有する戦闘員。「ファーマー」とは隠語で、グリーンハウスのサイキック達を栽培する農夫という意味。パラライザーという麻酔銃を所有している。
フロンティア委員会
グリーンハウスを立ち上げた財界人グループ。10名で構成されており、グリーンハウスを牛耳る。月に一度または緊急時に開かれる会議の通称でもあり、その時はメンバー全員がマスクで顔を隠して現れる事から、生島たちからは「マスカレード（仮面舞踏会）」と呼ばれている。龍馬曰く「欲深い俗物揃い」。
カテゴリ
超能力者のレベルを表す。0に近いほどその能力は強く、カテゴリ0が最強とされている。能力が強く自由に使いこなせるのがカテゴリ1、そこまでには至らない修業中の様なグループはカテゴリ2、素質は認められるが能力は未知数なのがカテゴリ3とされている。
野生種
先天的に超能力に目覚め、自力で力を使いこなせるサイキック。力のボルテージだけ見れば栽培種に劣っているが、応用力や柔軟性では勝っている。しかし条威や百々路樹の様な、例外的な天才もいる。翔・条威・綾乃・小龍・海人・百々路樹がこれに該当する。
栽培種
薬や実験によって無理矢理覚醒させられ、更にそれらで能力を高め力を使える様になったサイキック。能力開発の為の薬物は依存性が高く効果は一時的な場合が多い。薬物中毒になればパワーをコントロールする為に必要な精神力を失い、能力の破滅的暴走という危険を招く恐れがある。覚醒電磁波などは下手すると脳腫瘍を引き起こす。麻耶・将・猛丸・冬子・塔夜がこれに該当する。
クライマーズ
原作では警視庁の非公認組織だが、漫画版では中世より代々の将軍を護ってきた影の組織となっている。「クライマーズ」という名前は原作では『危機管理特務部隊（クライシス・マネージメント・コマンドーズ）』、漫画版では『CRISIS MANAGEMENT&ERASERS』から取られている。漫画版では国家の安寧を優先し敵となる者は速やかに排除する事を目的とし、サイキックも例外ではない。灯山晶が戦闘員たちを束ねるリーダーを務めている。
プランターズ
グリーンハウスが無くなった事により、原作3巻で登場したFARMの新しい拠点。名前の由来はベランダの即席家庭菜園から取られている。中規模のマンション1つを丸ごと買い上げて、1週間の突貫工事でサイキック養成施設として仕上げた。
刻界（こっかい）
漫画版のみに登場する、翔の作った時間の狭間の世界。無数の歯車が宙に浮いている。翔はここで、智恵との邂逅を果たした。サイキックでない一般人でも行ける。
刻（とき）の塔
刻界にそびえ立つ巨大な塔。ここからはサイキックしか行く事が出来ない。世界のバックアップである「アカシックレコード」が最上階に存在する。そこでは最上階（83階）に辿り着くまでに、様々な課題をクリアしなければならない。

## 既刊巻一覧

### 小説
- 『サイコバスターズ』
  1. ISBN 978-4-06-212230-6
  2. ISBN 978-4-06-212404-1
  3. ISBN 978-4-06-269357-8

### 漫画
- 『サイコバスターズ』
  1. ISBN 978-4-06-363713-7
  2. ISBN 978-4-06-363768-7
  3. ISBN 978-4-06-363823-3
  4. ISBN 978-4-06-363870-7
  5. ISBN 978-4-06-363945-2
  6. ISBN 978-4-06-363987-2
  7. ISBN 978-4-06-384051-3